# Bent (1997)
Bent is een film uit 1997 van regisseur Sean Mathias gebaseerd op het toneelstuk Bent uit 1979 van Martin Sherman. Het draait om de vervolging van homo's in nazi-Duitsland na de moord op SA-leider Ernst Röhm.

## Verhaal
Max (Clive Owen), een losbandige homo in de jaren 30 van de 20e eeuw in Berlijn, kan het niet zo goed vinden met zijn rijke familie vanwege zijn homoseksualiteit. Op een avond, na de verbolgenheid van zijn vriend Rudy (Brian Webber II), komt hij thuis met een knappe man van de Sturmabteilung. Helaas had Hitler juist besloten om de SA op te doeken, dit vanwege de homoseksuele neigingen onder de rangen. De nieuwe vriend van Max wordt ontdekt en vermoord door de SS in het appartement van Max en Rudy. De twee moeten Berlijn ontvluchten.
De oom van Max, Freddie (Ian McKellen) heeft nieuwe identiteitspapieren voor zijn neef geregeld, maar Max weigert om zijn vriend alleen achter te laten. Met als resultaat dat de twee worden gevonden en gearresteerd door de Gestapo, die hen op de trein naar Dachau zet.
Op de trein wordt Rudy door de bewakers vreselijk in elkaar geslagen en afgevoerd als hij om Max roept. Max liegt tegen de bewaking, ontkent dat hij homo is. Hij gelooft dat zijn overlevingskansen in het kamp groter zijn als hij de roze driehoek niet hoeft te dragen. Hij accepteert de gele ster.
In het kamp raakt Max bevriend met Horst (Lothaire Bluteau), die hem laat zien dat acceptatie en waardigheid een eenheid is. Als Horst sterft (een bewaker gebiedt hem de elektrische draadversperring, die onder hoge spanning staat, vast te houden), krijgt Max de opdracht hem te begraven. Wanneer de bewakers weggaan, trekt Max het jasje met de roze driehoek van Horst aan en pleegt zelfmoord door de draadversperring vast te grijpen.

## Rolverdeling
| Acteur                | Personage            |
| --------------------- | -------------------- |
| Clive Owen            | Max                  |
| Brian Webber          | Rudy                 |
| Lothaire Bluteau      | Horst                |
| Ian McKellen          | Oom Freddie          |
| Nikolaj Coster-Waldau | Wolf                 |
| Mick Jagger           | Greta / George       |
| Jude Law              | SA'er                |
| Gresby Nash           | Ober                 |
| Suzanne Bertish       | Half-vrouw, half-man |
| David Meyer           | Gestapo man          |
| Stefan Marling        | SS-kapitein          |
| Richard Laing         | SS-wachter           |
| Crispian Belfrage     | SS-wachter           |
| Johanna Kirby         | Mompelende vrouw     |
| David Phelan          | Fluff in park        |
| Peter Stark           | Wachter in trein 1   |
| Rupert Graves         | Officer on Train     |
| Charlie Watts         | Wachter in trein 2   |
| Holly Davidson        | Meisje in trein      |
| Rupert Penry-Jones    | Wachter op weg       |
| Paul Kynman           | Korporaal            |
| Paul Bettany          | Kapitein             |
| Wayne McGregor        | Choreograaf          |
| Geraldine Sherman     | Prostituee           |
| Rachel Weisz          | Prostituee           |

## Prijzen
- 1997: Won de Award of the Youth op het Cannes Film Festival
- 1998: Won de Best Feature Film tijdens het International Gay & Lesbian Film Festival in Turijn